# わけあり商品
わけあり商品（わけありしょうひん）とは、商品の機能性以外の理由により規格外となった商品のことで、見切り品、B級品とも呼ばれる。

## 概要
意味合いは分野や用途によって大幅に変わってくるが、一般的には型落ち品、新古品、展示品処分、傷物、不揃いサイズなどにより規格外とされ、通常の販売ルートでは流通されないが、見た目だけの問題で機能としては問題がないものがわけあり商品と呼ばれる。
たとえば、食品の場合、形の悪い野菜・ビスケットなどの焼菓子の割れ物や商品ロスになったものも含まれる。煎餅・あられの“久助”と呼ばれる商品の多くもこの種のものである。古くからあるものとしてはパンの耳や魚の切り出し品などが挙げられる。生産者にとっては廃棄などに掛かるコストを節減できる、消費者にとっては瑕疵や欠点を了解した上で安価で購入できるなどのメリットがある。アウトレットモール、工場の直売所、その他販売店などで格安で販売され、時には試食として使用されたり、無料で配布されることもある。
わけあり商品の例としては他には次のようなものもある。
- 本来はセットになった商品を分解し、単品で販売するもの。
- 原材料が余ったため加工して販売するもの。
- 収穫・漁獲直後に充填作業を行う際、鮮度を優先させるため違う品目の箱に詰めざるを得なかったもの。
- 熟練度の比較的低い者に修練の一環として製造させたもの。
- 不良品を再調整した結果、品質基準を満たさなくなったもの。

2012年現在はわけあり商品のみを取り扱うインターネット上のショッピングサイトの人気が割安感から高くなっているが、必ずしも価格に見合った品質のものであるとは限らない。中にはわけあり商品への注文が多く、本来は正規品として販売できる商品を損となるのを承知であえて規格外相当にし、わけあり商品として販売しているケースもある。

## 見切り品
消費期限 / 賞味期限が近づき、売れ残りによる廃棄（食品ロス）を避けるために値下げされた商品についても「見切り品」と呼ばれることがある。こちらは「わけあり商品」「B級品」とは呼ばれない。